# Райсвілл (Пенсільванія)
Райсвілл (англ. Riceville) — переписна місцевість (CDP) в США, в окрузі Кроуфорд штату Пенсільванія. Населення — 58 осіб (2020).

## Географія
Райсвілл розташований за координатами 41°46′46″ пн. ш. 79°48′17″ зх. д. / 41.77944° пн. ш. 79.80472° зх. д. (41.779327, -79.804603).  За даними Бюро перепису населення США в 2010 році переписна місцевість мала площу 1,10 км², уся площа — суходіл.

## Демографія
Згідно з переписом 2010 року, у переписній місцевості мешкало 68 осіб у 27 домогосподарствах у складі 21 родини. Густота населення становила 62 особи/км².  Було 32 помешкання (29/км²).
Расовий склад населення:
| - 100,0 % — білих |

До двох чи більше рас належало 0,0 %. Частка іспаномовних становила 0,0 % від усіх жителів.
За віковим діапазоном населення розподілялося таким чином: 17,6 % — особи молодші 18 років, 73,6 % — особи у віці 18—64 років, 8,8 % — особи у віці 65 років та старші. Медіана віку мешканця становила 47,2 року. На 100 осіб жіночої статі у переписній місцевості припадало 100,0 чоловіків;  на 100 жінок у віці від 18 років та старших — 107,4 чоловіків також старших 18 років.
Середній дохід на одне домашнє господарство  становив 35 354 долари США (медіана — 28 750), а середній дохід на одну сім'ю — 38 236 доларів (медіана — 28 984). За межею бідності перебувало 15,3 % осіб, у тому числі 0,0 % дітей у віці до 18 років та 33,3 % осіб у віці 65 років та старших.
Цивільне працевлаштоване населення становило 34 особи. Основні галузі зайнятості: оптова торгівля — 38,2 %, виробництво — 17,6 %, освіта, охорона здоров'я та соціальна допомога — 17,6 %.